# 이현재 (1930년)
이현재(1930년~1995년 5월 2일)는 대한민국의 정치인이다. 제7대 국회의원을 지냈다.

## 역대 선거 결과
|  | 63.76% |

|  | 37.86% |

|  | 18.55% |

|  | 14.50% |